# ماتيوس بوينو
ماتيوس بوينو هو لاعب كرة قدم برازيلي في مركز الوسط، ولد في 30 يوليو 1998 في كوريتيبا في البرازيل. لعب مع نادي كوريتيبا.

## وصلات خارجية
- ماتيوس بوينو على موقع رابطة كرة القدم اليابانية للمحترفين (اليابانية)
- ماتيوس بوينو على موقع قاعدة بيانات كرة القدم.إي يو (الإنجليزية)
- ماتيوس بوينو على موقع Soccerway.com (الإنجليزية)